# Ping-Pong-Verfahren
Das Ping-Pong-Verfahren ist ein Verfahren zur Datenübertragung zwischen zwei Kommunikationsgeräten.
Es kann bei der einfachsten Konfiguration eines Master/Slave-Systems mit nur einem Slave angewandt werden.
Der Master sendet hierbei ein Zeichen und wartet auf die Antwort des Slaves. Nachdem er die Antwort erhalten hat, kann er ein neues Zeichen senden.
Das Ping-Pong-Verfahren besitzt die Vorteile einer synchronen Kommunikationsverbindung. Die Anfragen des Masters sind quasi das Taktsignal für den Slave.

## Serielle Verbindung
Der Vorteil des Ping-Pong-Verfahrens ergibt sich beim Einsatz als Kommunikationsprotokoll zwischen einem Personal Computer und einem Endgerät über eine serielle Schnittstelle, zum Beispiel EIA-232 mit den Leitungen Rxd, Txd und GND.
Bei einem PC-Betriebssystem kann es beim Empfang einer längeren Zeichenfolge über die serielle Schnittstelle zu Datenverlust durch Zwischenspeicherüberlauf kommen. Begründet ist dies durch unterschiedliche Ausführungszeiten der Programme, die auf dem PC laufen und die Entleerung des Zwischenspeichers verzögern.
Beim Ping-Pong-Verfahren wird dies vermieden, da das Endgerät immer nur eine Sequenz definierter Länge auf die Anfrage des Masters schickt.
Der Nachteil des Ping-Pong Verfahrens liegt in der reduzierten Datenübertragungsgeschwindigkeit größerer Datenmengen, da durch die wiederholten Anfragen des Masters ein gewisser Kommunikationsoverhead entsteht. Dieser Nachteil kann reduziert werden, wenn die Länge der Endgerätenachricht groß gegenüber der Masteranfrage ist.
Die Datenübertragungsrate kann ebenso ein Problem bei der Anwendung in Funkschnittstellenmodulen darstellen. Viele dieser Module senden Daten paketweise. Ist die Masteranfrage kürzer als ein Datenpaket, wird die Datenübertragungsrate stark reduziert, wenn die Schnittstelle ein weitgehend leeres Paket absendet.

## Anwendungen

### Kommunikationstechnik
In der Kommunikationstechnik wird das Ping-Pong-Verfahren zum Beispiel bei der Up0-Schnittstelle von Telefonanlagen verwendet.

### IP-Netz
In IP-Netzen wird durch den, auf ICMP aufbauenden Ping-Befehl die Verbindung zu anderen Hosts getestet. Das nur im Erfolgsfall zurückgesendete Antwort-Datenpaket wird auch Pong genannt.